# Marc et Sophie
Marc et Sophie est une série télévisée française en 220 épisodes de 25 minutes, créée par Stéphane Barbier et Guy Gingembre, diffusée du 5 septembre 1987 au 23 mai 1992 sur TF1.

## Synopsis
Cette comédie met en scène un couple, Marc (vétérinaire) et Sophie (médecin), dont la majeure partie des histoires se déroule dans l'appartement comprenant la salle d'attente (commune) et leurs cabinets.

## Distribution

### Acteurs principaux
- Gérard Rinaldi : Marc Righini
- Julie Arnold : Sophie Righini
- Ginette Garcin : Mamma, la mère de Marc
- Marie-Pierre Casey : Madame Moulinard
- Claude Gensac : Grenelle, la mère de Sophie
- Daniel Gélin : Edmond, le père de Sophie
- Florence Geanty : Stéphanie, la secrétaire des 3 premières années
- Julie Marboeuf : Stéphanie, la secrétaire de la 4e année
- Jennifer Lauret : Juliette, la voisine du dessus (1990-1991)

### Acteurs invités
De nombreux artistes invités ont fait leur apparition au fil des épisodes, parmi lesquels : Michel Constantin (saison 1 épisode 4 « Nicotine ni coquine »), Jean-François Dérec, Luis Rego (saison 1 épisode 7 «↓Croc en jambe »), Amanda Lear, Michèle Laroque (dans 3 rôles différents, en 1989 & 1991), Isabelle Mergault (dans le même rôle, en 1988 & 1989), Marie-Thérèse Orain, Ronny Coutteure, Rufus, Monique Tarbès, Patrick Sébastien, Elie Semoun, Dieudonné, Jean-Pierre Castaldi, Jacques Balutin, Jean-Pierre Rambal, Patrick Préjean, Michel Galabru, Alice Sapritch, Henri Guybet, Bernard Menez, Jean Rougerie, Michel Peyrelon…

## Production

### Tournage et musique
La série a été commandée par TF1 et a été lancée dans la lignée du succès de Maguy.
Le tournage a lieu aux Studios de France (bâtiment 104) à la Plaine Saint Denis.
Gérard Rinaldi chante la chanson du générique Marc et Sophie.
En 1987, la série rassemble 25 % du public le samedi soir.

### Fiche technique
Sauf indication contraire, les informations mentionnées dans cette section peuvent être confirmées par la base de données cinématographiques IMDb,  présente dans la section « Liens externes ».
- Titre original : Marc et Sophie
- Création : Stéphane Barbier et Guy Gingembre
- Réalisation : Georges Bensoussan, Jean-Pierre Prévost, Agnès Delarive, Christiane Spiero, Didier Albert, etc.
- Scénario : Stéphane Barbier, Guy Gingembre, Michèle Letellier, etc.
- Direction artistique : Jean-Claude Josquin, etc.
- Costumes : Marie Vernoux, Jeanine Gonzalez, Jean Barthet, Sabbia Rosa, etc.
- Photographie : Jean-Claude Marisa, Thierry Malaterre, etc.
- Montage : Fabrice Guilbert, Benoit Heude, Philippe Fortin, etc.
- Musique : Pascal Auriat / Chanson du générique chantée par Gérard Rinaldi
- Production : Guy Delooz et Jean-Claude Dauphin
- Sociétés de production : Télé Images ; TF1 Productions (coproduction)
- Société de distribution : TF1 Distribution
- Pays d’origine :  France
- Langue originale : français
- Format : couleur
- Genre : sitcom
- Nombre de saison : 5
- Nombre d’épisodes : 220
- Durée : 25 minutes
- Date de diffusion :
  - France : 5 septembre 1987 sur TF1

## Épisodes

### Saison 1 (1987-1988)
1. Ennuis de noces
2. Belles mères démontées
3. Bobards à bâbord
4. Nicotine ni coquine
5. Fisc indigne
6. La Paix des mainates
7. Croc en jambe
8. Punk, amour et Stéphanie
9. A star is born
10. Fille au père
11. Fan de ménage
12. Le Python voyageur
13. L'Échappée bêle
14. Pigeon vole
15. Fauve qui peut
16. Rencontre du deuxième type
17. The Charité kid
18. Bovine qui vient dîner
19. Astro chiens
20. Le Coup du lapin
21. L'Honneur des Righini
22. Séparation de chien
23. Quand tournent les cigognes
24. Nous ne maigrirons pas ensemble
25. Un petit coin de parasol
26. Le Maître à panser
27. Rôle de dame
28. Un après-midi de chien
29. Belote et rebelote
30. Vols organisés
31. Trois hommes et un poussin
32. Le Nounours
33. Black mic Marc
34. Éclipse de sommeil
35. La Bosse des affaires
36. Sans toit ni maître
37. La Location maternité
38. Plus jamais chat
39. L'Époux parasite
40. Esprit es-tu là ?
41. Certains l'aiment chiots
42. Détournement de notaire

### Saison 2 (1988-1989)
1. La Poubelle girl
2. Mamy boum
3. L’Ennemi public n° 5
4. Art depôt
5. Le Ventriloque aphone
6. Crême et Châtiment
7. L’Œil du tigre
8. La Bavure
9. Fièvre de cheval
10. Cousine cousine
11. Le Mauvais Ail
12. Mamma, les petits avions
13. Retour du Japon
14. Zoo connection
15. Susucre, Henri ?
16. Agents très spéciaux
17. Touche pas à mes pattes !
18. Amis, amis
19. L’Acteur studieux
20. Maladie d’exil
21. La Mariée était en rage
22. Vishnou la paix
23. Le Magot des jumeaux
24. Remplacer n’est pas jouer
25. L’Hippo-tension
26. Bip bip
27. Concierge blues
28. Satyre partout
29. Le Pickpocket
30. Larguez les a-Marc
31. Un jumeau singulier
32. Si tu ne vas pas à Rio
33. Ponte et ponts
34. Fisc fisc rage
35. Monsieur cleb
36. Affaire de famille
37. Les Mémoires d’Edmond
38. Un ours en plus
39. Lune de miel
40. Absence de malice
41. Y’a un truc
42. Babouches week-end
43. Les Démons d’Edmond
44. L’Amour est aveugle
45. SOS vétérinaires
46. La Bonne Occase
47. L’Héritière
48. Les Frous-frous du toutou
49. La Grand-mère imaginaire
50. Madame sans gênes
51. L’Homme de fer
52. Marc est marquis

### Saison 3 (1989-1990)
1. Dure la rupture
2. Le Péril jeune
3. La Demande
4. Tendresse et passion
5. Ça va bouillir
6. Dactylo toc
7. Et pas de blague, café
8. À votre service
9. France Europe express
10. Carmen me suive
11. Le vampire est là
12. Votez véto
13. Combats de toques
14. Conflits d’oies
15. Les Cocos du croco
16. Les Férus de la reine
17. Anniversaire, risque compris
18. Astralement vôtre
19. En avant la musique
20. L’Âge tendre
21. L’Avant-première fois
22. Miss Folamour
23. Salades d’avocats
24. My Concierge is rich
25. L’Alaska à ski
26. 39 45 le soir
27. Grippe grippe grippe houla !
28. L’Eden qui venait de l’est
29. Zigues et puces
30. Santé dansant
31. États d’âmes
32. Poor lonesome concierge
33. La Cigale et le Bourdon
34. Qui a été enlevé ?
35. Tapage nocturne
36. Mieux vaut routard que jamais
37. Good baille
38. Divine diva
39. Un jeu d’enfant
40. Viva el presidente
41. L’Idée fisc
42. Ushu aïe aïe !
43. Des souris et des clones
44. Choc sur les ondes
45. L’Esclandre des Siciliens
46. G.O. gratias
47. Drôles de clowns
48. Par retard du courrier
49. Couple modèle
50. C’est pas dans la poche
51. Sans son et décibels
52. Envers et Damnation

### Saison 4 (1990-1991)
1. Le Soldat incognito
2. Drôle de manège
3. Un numéro confidentiel
4. Histoire d’ouïe
5. Scènes de ménage
6. L’école est finie
7. Auditions et mal entendus
8. OPA sur les Righinis
9. Copie non conforme
10. Analyses politiques
11. Un chien de perdu... dix de retrouvés
12. Concours épique
13. La Mygale des anciens combattants
14. À côté de la plaque
15. Juliette et Roméo
16. Chienne de vie
17. La Taupe et le renard
18. L’Émeu de lady Chatterley
19. Billard, vous avez dit billard
20. Gastronotoutou
21. Un perroquet très cabot
22. Marc et Sophie, c’est fou
23. Violence et potions
24. Testament, test amour
25. Le Robot Robert
26. Devine qui ne vient pas dîner
27. La Jouvence de la fée mouli
28. Un homme et cinq femmes
29. Si Marseille m’était contée
30. Des astres désastreux
31. Les Malheurs de Marc et Sophie
32. Video et Débats
33. Kangourou dundee
34. L’Asperge en croûte
35. Un coq en kilt
36. Le Petit Chapeau rond rouge
37. Cyrano de Martignac
38. Vol au-dessus d’un nid que loups louent
39. À l’est, rien de nouveau
40. C’est pas volé
41. Le Traité de Versailles
42. La Mère casse pieds
43. Marque et Sophie
44. Les Demoiselles du grand fjord
45. Mères de glace
46. Quel cirque !
47. Un sacré coup de main
48. Jeux brouillés
49. Méli mélo
50. Très cher golf
51. Un pot ténébreux
52. Sérénade en dos

### Saison 5 (1991-1992)
1. Sauvage méprise
2. Cirque à l’hôpital
3. Métamorphose
4. Un si gentil jardinier
5. L’Arnaque d’Annick
6. Sophie superstar
7. Auto défense
8. Le Point gagnant
9. Tirez pas sur l’ambulance
10. Un tailleur qui dépasse la mesure
11. Miss Jeckyll et miss Hyde
12. Homme sweet homme
13. Loin d’être grand-mère
14. Tatie Roselyne
15. Samantha sans mentir
16. Quand les cigognes ne passent pas
17. Les Aventuriers du panier perdu
18. Week-end aux œufs coques
19. Chéri, j’arrête
20. Fugue en ennuis majeurs
21. Les Envies de Sophie
22. Attente et mésentente

## DVD
L'éditeur France Loisirs Video a sorti 3 coffret DVD et VHS :
- DVD Marc et Sophie volume 1 épisodes 1-6 sorti le 15 juillet 2001
- DVD Marc et Sophie volume 2 épisodes 7-12 sorti le 10 juin 2002
- DVD Marc et Sophie volume 3 épisodes 13-18 sorti le 12 avril 2001

Depuis 2002 L'éditeur France Loisirs Video, faute de succès, n'a pas sorti la suite en DVD.